# Vivia Ogden
Pour les articles homonymes, voir Ogden.
Vivia Ogden (parfois créditée Viva Ogden) est une actrice américaine du cinéma muet, née à Cleveland, dans l'Ohio, le 21 mars 1869 – morte à Los Angeles, Californie, le 22 décembre 1952. 
Sa carrière s'étend du milieu des années 1910 au milieu des années 1920.

## Filmographie complète
- 1915 : The Fairy and the Waif de Marie Hubert Frohman et George Irving : rôle indéterminé
- 1916 : La Secrétaire particulière (The Social Secretary) de John Emerson : Spinster
- 1917 : The Corner Grocer de George Cowl : la servante
- 1919 : Mrs. Wiggs of the Cabbage Patch (en) de Hugh Ford : Miss Tabitha Hazy
- 1920 : À travers l'orage (Way Down East) de D. W. Griffith : Martha Perkins
- 1921 : At the Stage Door de Christy Cabanne : Mrs. Reade
- 1921 : Stardust de Hobart Henley : Mrs. Penny
- 1921 : Prête-moi ta femme (The Chicken in the Case) de Victor Heerman : Tante Sarah
- 1922 : Timothy's Quest de Sidney Olcott : Hitty Tarbox
- 1922 : John Smith de Victor Heerman : la cuisinière
- 1924 : Idle Tongues de Lambert Hillyer : Althea Bemis
- 1925 : Une femme sans mari (A Slave of Fashion) de Hobart Henley : Tante Sophie
- 1925 : Sa nièce de Paris (Thank You) de John Ford : Miss Blodgett
- 1925 : The Denial de Hobart Henley : Effie
- 1925 : The Unguarded Hour de Lambert Hillyer : Annie, la servante
- 1926 : Lovey Mary de King Baggot : Miss Hazey
- 1926 : The Fire Brigade de William Nigh : Bridget